# Wever (plaats)
Wever is een dorp in de Belgische provincie Vlaams-Brabant. Het ligt in Attenrode, dat een deelgemeente van Glabbeek is.

## Geschiedenis
Wever is een nederzettingsnaam afgeleid van een waternaam eindigend op -ara, met de betekenis "de kronkelende (beek)". Wever is de oude naam van de Broekbeek. De eerste verwijzing naar het dorp vindt men in 1275: Wevere (Encyclopedie van Vlaanderen).
Tot het einde van het ancien régime was Wever een heerlijkheid die juridisch onder de meierij van Halen viel (in het kwartier van Tienen van het hertogdom Brabant). Na de Franse invasie werd Wever als gemeente bij het kanton Glabbeek van het Dijledepartement ingedeeld.
Bij Koninklijk Besluit van Willem I werd op 1 september 1825 de gemeente al opgeheven en aangehecht bij de gemeente Attenrode. Op 1977 werd Attenrode samen met Bunsbeek, Kapellen en Glabbeek-Zuurbemde een deelgemeente van gemeente Glabbeek. Vanaf 1 januari 1995 maakt het dorp deel uit van de nieuwe provincie Vlaams-Brabant.

## Bezienswaardigheden
- De Sint-Antoniuskerk dateert van 1857.[1] Patroonheilige van de kerk is Sint Antonius.
- Op de Heinkensberg te Wever bevindt zich de Kapel van Onze-Lieve-Vrouw Troosteres der Bedrukten, oorspronkelijk uit 1572.

## Natuur en landschap
Wever ligt nabij de vallei van de Velp op een hoogte van 38-78 meter.

## Evenementen
Ieder jaar vindt in Wever de processie van de Heinkensberg plaats. De stoet vertrekt op 15 augustus om 15 uur vanaf de kerk van Wever. De processie trekt naar de kapel van de Heinkensberg, om vervolgens terug te keren naar de kerk van Wever met het beeld van Onze-Lieve-Vrouw van de Heinkensberg. Om de 25 jaar heeft de processie van Wever het karakter van een praalstoet. De laatste maal gebeurde dit in 2022.

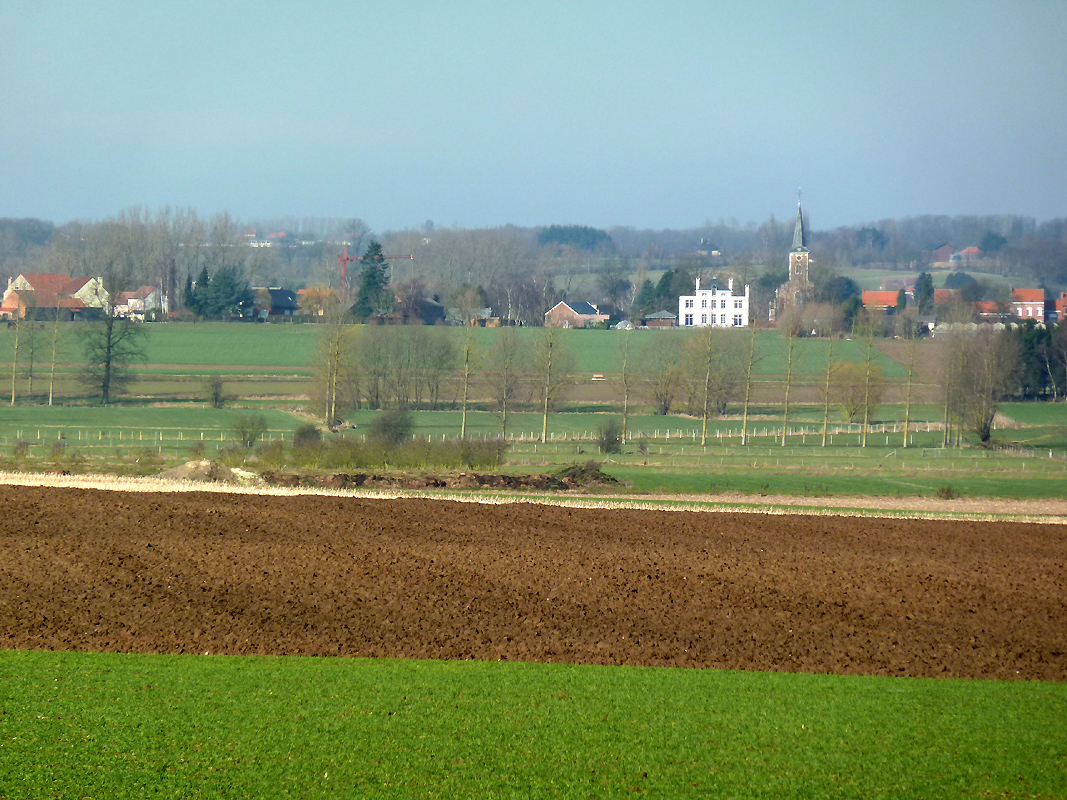
Zicht op Wever vanuit Bunsbeek
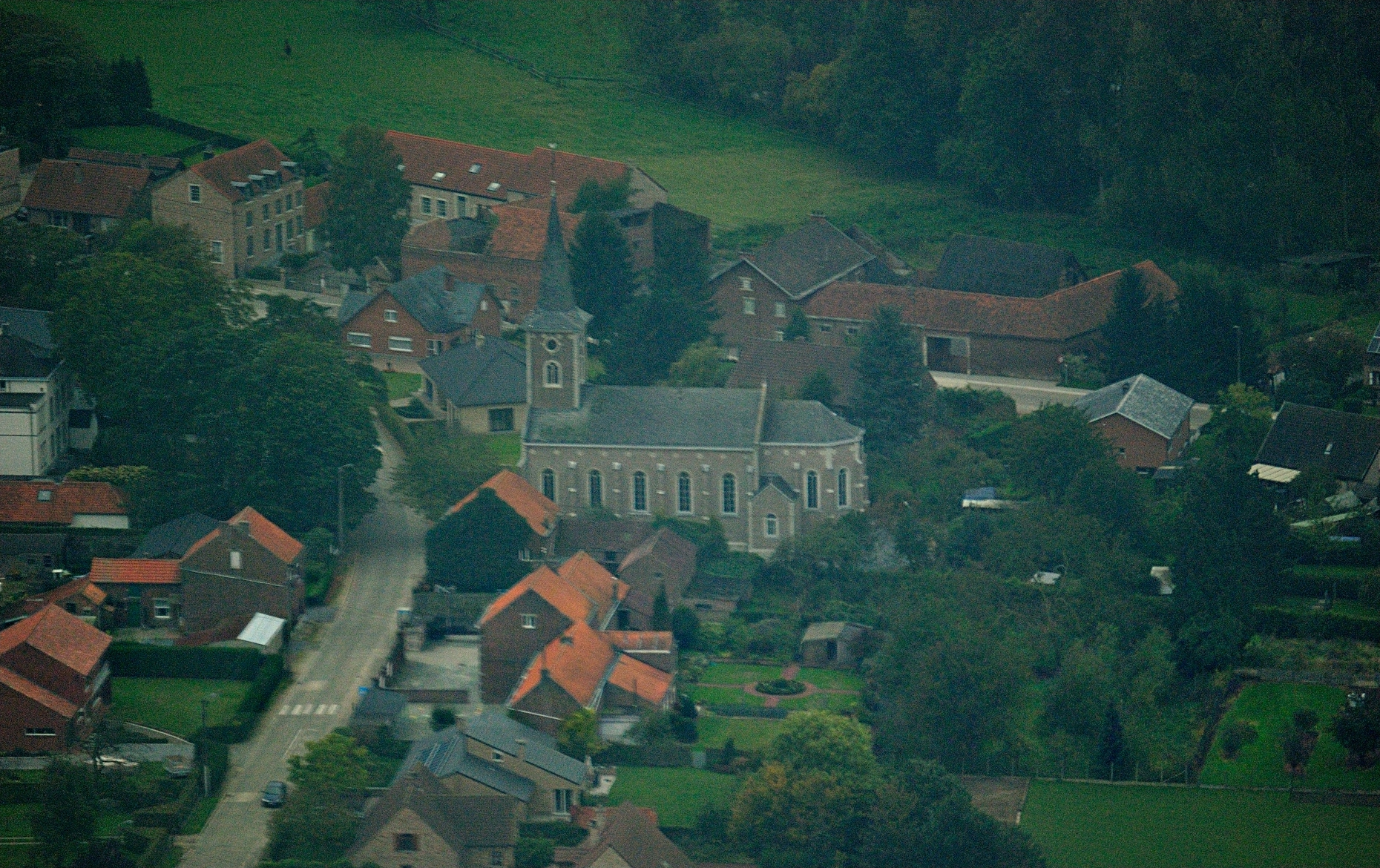
Luchtopname van het dorpscentrum
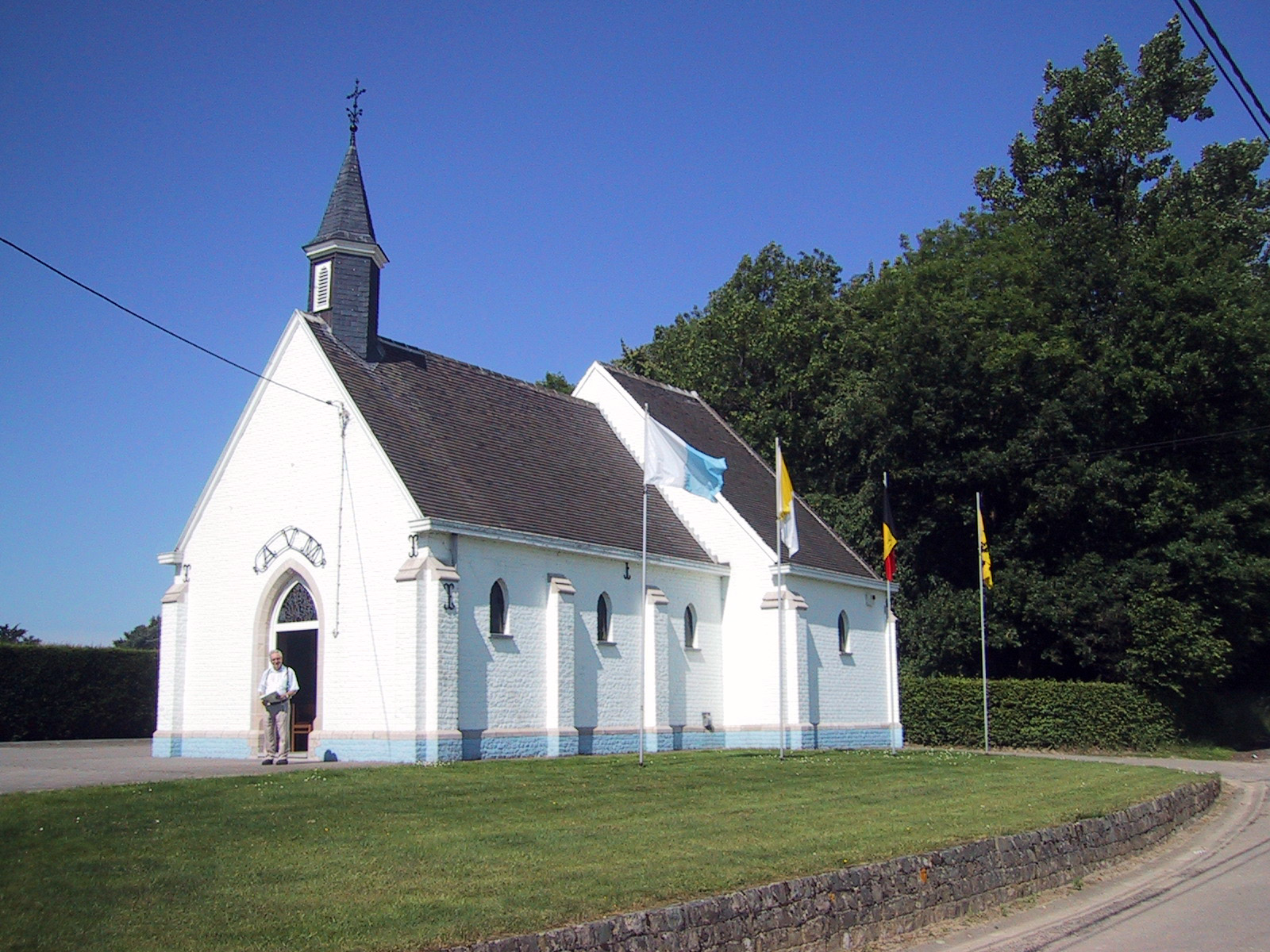
Kapel van de Heinkensberg

## Nabijgelegen kernen
Attenrode, Glabbeek, Binkom, Sint-Martens-Vissenaken